# گرگور مندل
گرگور یوهان مندل (به آلمانی: Johann Gregor Mendel) (۲۰ ژوئیه ۱۸۲۲ – ۶ ژانویه ۱۸۸۴) کشیشی اتریشی بود که به عنوان پدر علم ژنتیک شناخته می‌شود.
گرگور مندل در ۱۸۶۵ توانست قوانین حاکم بر انتقال صفات وراثتی را که حاصل آزمایش‌های او روی گیاه نخود فرنگی بود، شناسایی کند؛ ولی از آنجایی که در جامعه علمی آن زمان بسیاری از افراد با نفوذ همچنان نظریات داروین و لامارک را صحیح می‌پنداشتند به دیدگاه‌ها و کشفیات او اهمیت چندانی ندادند و نتایج کارهای مندل به دست فراموشی سپرده شد. به نظر می‌رسید، پرونده این دانش رو به بسته شدن است. در سال ۱۹۰۰ میلادی کشف مجدد قوانین ارائه شده از سوی مندل، توسط درویس، شرماک و کورنز باعث شد که نظریات او مورد توجه و قبول قرار گرفته و مندل به عنوان پدر علم ژنتیک شناخته شود.
بعد از کشف مجدد کارهای مندل در ابتدای این قرن، خیلی سریع به این موضوع پی برده شد که اصول اساسی وراثت که وی در نخود کشف کرده بود در گونه‌های گیاهی و جانوری دیگر نیز می‌تواند مورد استفاده قرار گیرد.

## زندگی
مندل در ژوئیهٔ ۱۸۲۲ در یک خانواده روستایی آلمانی‌تبار به دنیا آمد. زادگاه او دهکده هاینزدورف در موراویا بود که در آن موقع جزو مستعمره‌های اتریش محسوب می‌شد وارد مدرسه ابتدایی شد. او پسر بچه‌ای جدی و خجالتی بود و در مدرسه برای گرفتند نمرات خوب، به سختی تلاش می‌کرد. پس از پایان تحصیلات ابتدایی، برای ادامه تحصیل از هاینزدورف به تروپا، که از شهرهای مجاور بود، رفت و وارد مدرسه متوسطه شد. به دلیل فقر مالی و بیماری که در آن دوره گرفته بود خانقاه بزرگ آلبرون شد. وی در بیست و یک سالگی زندگی رهبانی پیشه کرد و لقب گرگور گرفت، البته آنقدرها هم مذهبی نبود اما می‌دانست که سکوت صومعه برای آزمایش‌های علمی عالی است و از این فرصت استفاده کرد. اما متأسفانه اولین مسئولیتی که در صومعه سنت‌توماس به او سپرده شد، عیادت از افراد بیمار بود. گرگور زود رنج و لطیف، تحمل دیدن درد و رنج دیگران را نداشت، به همین دلیل بعد از مدتی راهبان او را فرستادند جایی دیگر تا معلمی کند. گرگور تعلیمات لازم را دید تا معلم علوم شود، اما او در امتحانات علوم مردود شد. چند سال بعد، دوباره تلاش کرد اما همین‌طور که سرکلاس نشسته بود و با تعجب به سوالات علوم نگاه می‌کرد، فهمید که دوباره مردود خواهد شد سر جلسه امتحان بلند شد و به صومعه بازگشت و برای همیشه فکر معلم علوم شدن را کنار گذاشت. اما علوم را رها نکرد و در باغچه صومعه مشغول کاشتن نخود سبز شد. پدر نَپ، مدیر صومعه می‌خواست بداند چرا بعضی از خصوصیات به نسل بعدی منتقل می‌شوند؟ مندل دریافت که گیاهان والد ویژگی‌های خود را به صورت پیام‌های شیمیایی که در گرده آنها ذخیره می‌شوند، به فرزندان خود یا همان نهال بذریهای خود انتقال می‌دهند. که ما امروزه به آن پیام‌ها ژن می‌گوییم. مندل دوره مطالعات کشیشی را در سال ۱۸۴۷ به پایان رساند و به درجه افتخاری کلیسا نایل آمد. او در ۴۷ سالگی به مقام سرپرستی صومعه رسید. مندل در سال ۱۸۸۴ درگذشت. ۱۶ سال بعداز مرگش، دو نفر نبوغ او را کشف کردند و او را به شهرت جهانی رساندند.

## کشفِ مندل
مندل مسئلهٔ وراثت را در گیاهِ نخودفرنگی بررسی کرد. او دو نوع نخودفرنگی را یکی با ساقه‌های بلند و دیگری با ساقه‌های کوتاه انتخاب کرد. همان‌طور که همه می‌دانیم:
- اگر نخودفرنگی‌های ساقه بلند را با هم جفت کنیم مسلم است که فرزندان نیز ساقه بلند خواهند شد.
- اگر نخودفرنگی‌های ساقه کوتاه را با هم جفت کنیم مسلم است که فرزندان نیز ساقه کوتاه خواهند شد.

اما مندل نخود فرنگی‌های ساقه بلند و ساقه‌کوتاه را با هم جفت کرد. مندل مشاهده کرد که همهٔ فرزندان ساقه بلند شدند (نسلِ اول همه بلند). با این وجود وقتی این فرزندان را که همگی ساقه‌بلند بودند با یکدیگر جفت کرد، نتیجه بسیار عجیب بود. ۳/۴ فرزندان نسل دوم ساقه بلند و ۱/۴ ساقه کوتاه شدند. او همین آزمایش را با خصوصیات و ویژگیهای دیگر گیاه نخودفرنگی نیز تکرار کرد و به نتایج مشابه رسید. از آنجایی‌که او چیزی از ژن‌های غالب و مغلوب نمی‌دانست این موضوع برایش بسیار عجیب می‌نمود. او استدلال کرد که در تعیین هر ویژگی دو عامل نقش دارد. (مثلاً برای تعیین طول ساقه گیاه نخودفرنگی دو عامل کوتاه و بلند وجود دارد) یکی از این دو عامل بر دیگری ارجَحیت داشته و آن ویژگی یا خصوصیت را تعیین می‌کند. امروزه این عوامل، ژن (الل) نامیده می‌شوند. یافته‌های مندل این عقیده رایج که فرزندان به سادگی صفات والدین را به ارث می‌برند یا صفات فرزندان آمیخته‌ای از صفات هر دو والد است به مبارزه طلبید. در واقع این یافته‌ها نشان داد که بینِ ژنوتیپ (توانایی بالقوهٔ ژنتیکی) و فنوتیپ (ویژگی‌ها و خصوصیات بالفعل شده) تفاوت وجود دارد؛ مثلاً در مورد گیاه نخودفرنگی، از لحاظ فنوتیپ همهٔ این والدین ساقه بلند بودند ولی از لحاظ ژنوتیپ آن‌ها یک ژن ساقه کوتاه و یک ژن ساقه بلند داشتند.

## اشتباه مندل
مندل گمان می‌کرد که تمامیِ ژن‌ها مستقل از یکدیگر عمل می‌کنند. امروزه می‌دانیم که این قانون تنها برای ژن‌های غیرپیوسته صحیح است. یافته‌های معاصر نشان می‌دهد که قانون مندل در مورد ژن‌های پیوسته صحیح نیست؛ زیرا تمامی ژن‌های موجود بر روی یک کروموزوم با یکدیگر در ارتباط بوده و متعلق به گروه پیوستهٔ مشابهی می‌باشند. در نتیجه کروموزوم در نقل و انتقالات خود، همه ژن‌های پیوسته را با خود حمل می‌کند؛ بنابراین، برخلاف باور مندل، ژن‌های پیوسته به‌طور مستقل از یکدیگر انتقال نمی‌یابند، بلکه تنها ژن‌های موجود بر روی کروموزوم‌های مختلف، به‌طور جداگانه انتقال می‌یابند.

## علایق
همان‌طور که خودِ مندل گفته است:
«خداوند به من نعمت اضافه وزن را داده است و من دیگر نمی‌توانم به سفرهای اکتشافی بروم»
این یعنی او به غذا علاقه داشت. همچنین او در مدرسه، از معلمش قلمه زدن سیب و گیاهان را یادگرفت و به اینکار عشق می‌ورزید.

## نگارخانه

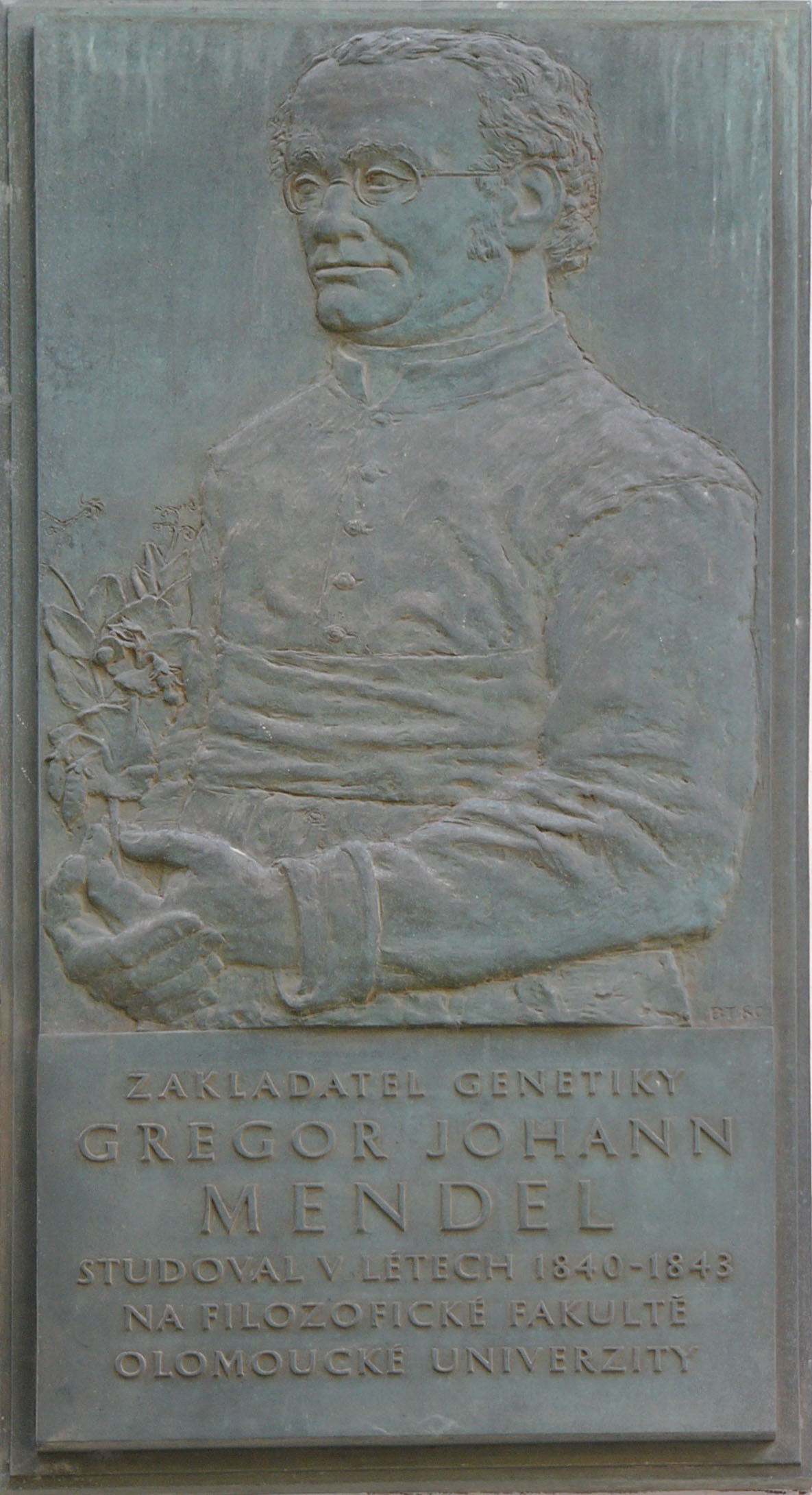
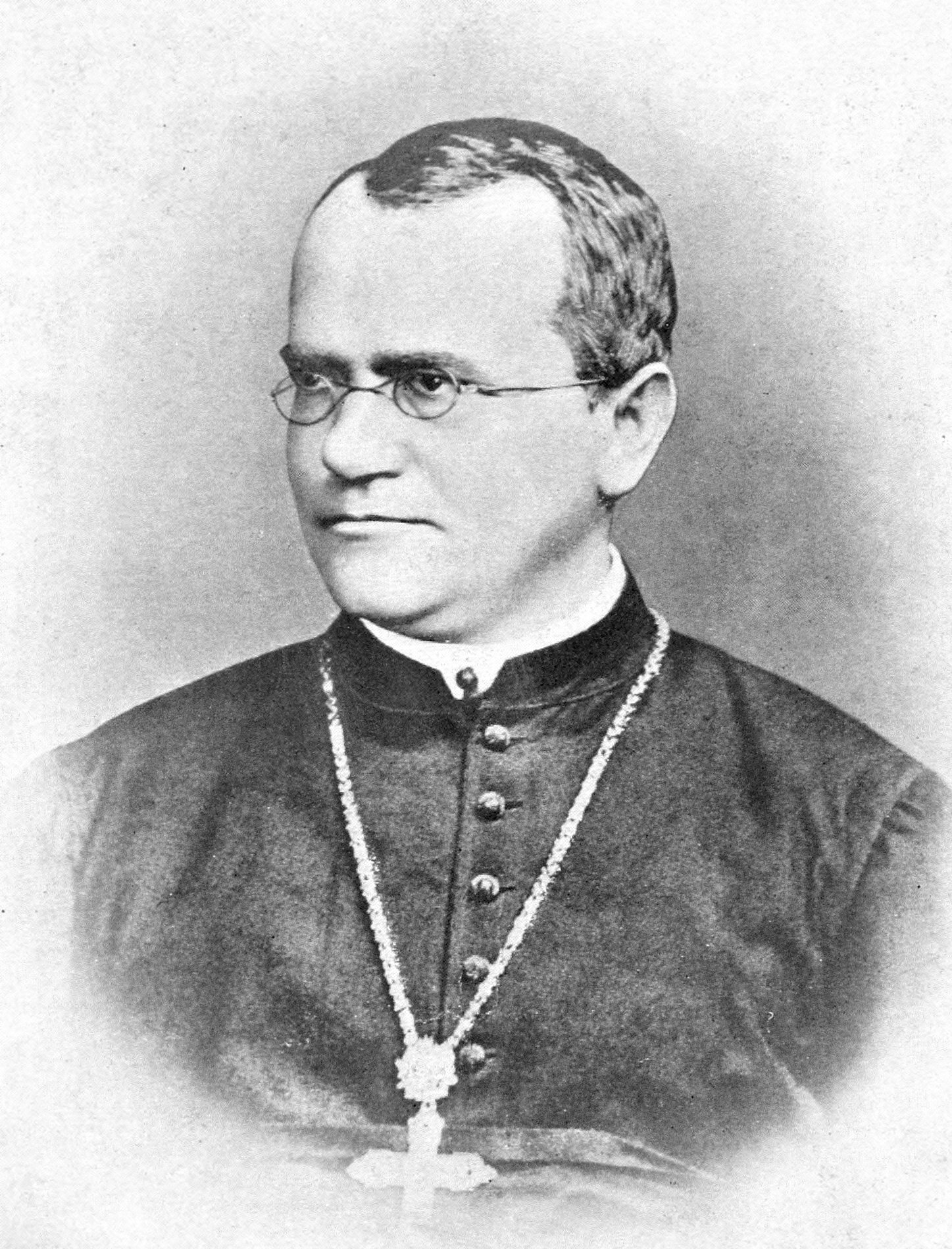
گرگور مندل، پیشانی از «اصول وراثت مندل: دفاع»
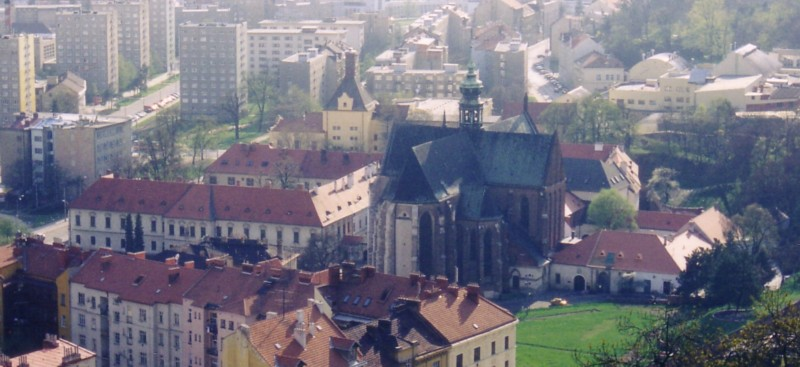
صومعه آگوستینی سنت توماس،برنو (جمهوری چک)
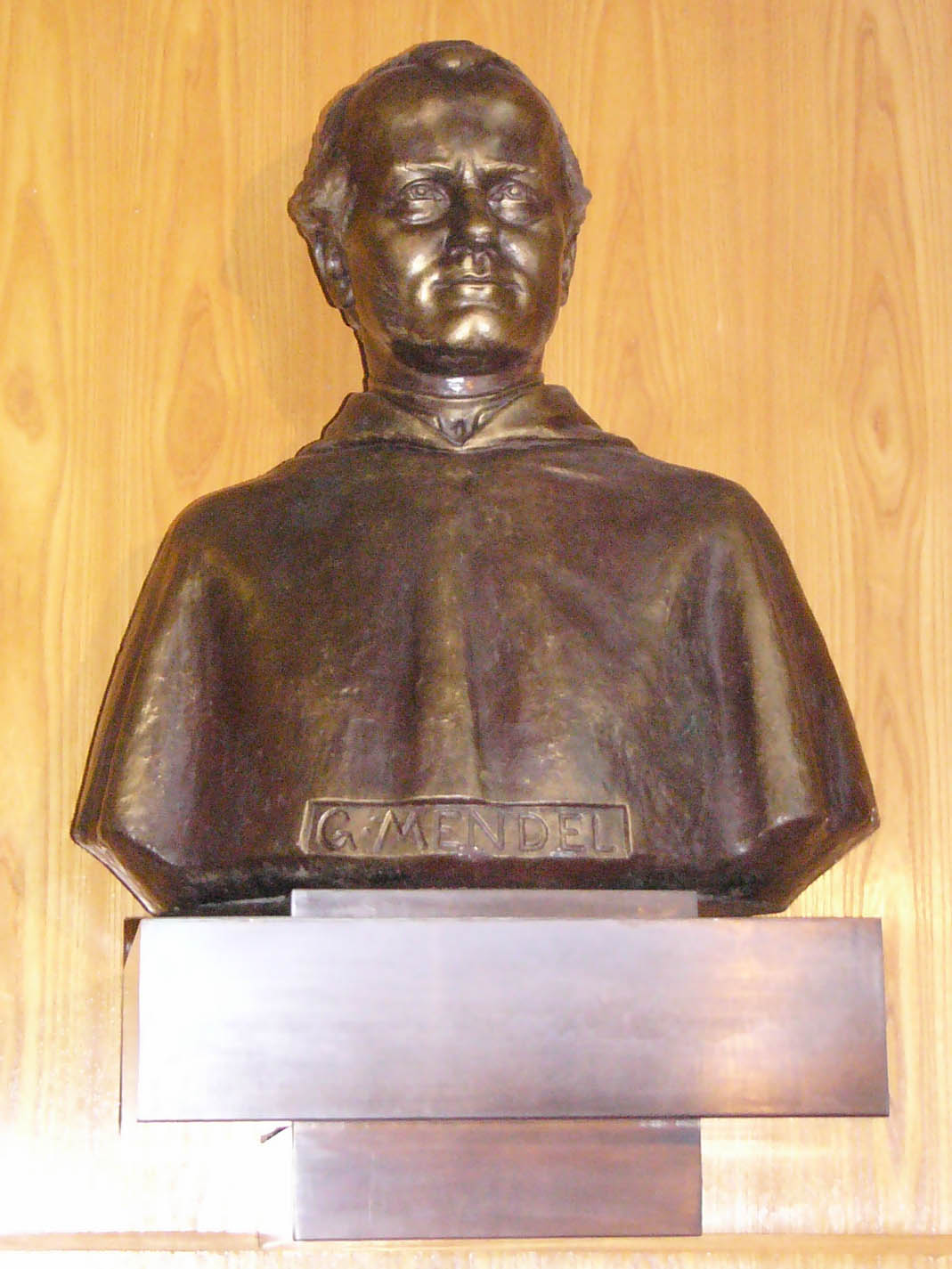
مجسمه نیم تنه مندل در دانشگاه کشاورزی و جنگلداری مندل برنو، جمهوری چک